# Buel del Lovo
Buel del Lovo è un isolotto della Laguna Veneta, posto di fronte all'aeroporto di Tessera e all'inizio del canale di Mazzorbo.
Alcuni sostengono che il curioso toponimo (letteralmente "budello del lupo") sia riferito al tortuoso percorso che si segue per raggiungerla, ma, più probabilmente, deriva dal latino adluvium ("alluvione") e si lega all'esondazione dei fiumi che sfociano in laguna.
L'isola è attestata solo dal 1797 in una lettera del Provveditore alla Lagune ed ai Lidi, quando vi sorgeva uno dei sette fortini in legno costruiti per la difesa di Venezia. Dall'Ottocento ospitò una delle otto Batterie (quella denominata San Marco) rimaste attive sino alla prima guerra mondiale.
Negli anni 1960 gli edifici del complesso furono convertiti per ospitare uno stabilimento per la conservazione e l'inscatolamento del pesce. Tagliata fuori dalle grandi vie di collegamento marittimo, l'azienda fallì nel giro di pochi anni.
Dal 1990 Buel del Lovo è di proprietà privata e le strutture esistenti sono state ristrutturate e adattate ad uso residenziale.